# Eccremidium exiguum
Eccremidium exiguum är en bladmossart som beskrevs av Wilson in E. S. Salmon 1900. Eccremidium exiguum ingår i släktet Eccremidium och familjen Ditrichaceae. Inga underarter finns listade i Catalogue of Life.